# Bonnay (Doubs)
Bonnay é uma comuna francesa na região administrativa de Borgonha-Franco-Condado, no departamento de Doubs. Estende-se por uma área de 7,66 km². Em 2010 a comuna tinha 840 habitantes (densidade: 109,7 hab./km²).